# Klitgård (Nørholm Sogn)
Klitgård er en lille by nær Limfjorden 5 km nordøst for Nibe i Aalborg Kommune med 210 indbyggere  (2024).